# 苞藜属
苞藜属（学名：Baolia）是藜科下的一个属，为一年生草本植物。该属仅有一种，分布于甘肃西南部。